# Aégis
Aégis je treći studijski album norveške gothic metal grupe Theatre of Tragedy i njihov zadnji album u žanru gothic metala nakon kojeg prelaze na industrial metal. U albumu su ključni takozvani "Beauty and the Beast" vokali odnosno muški death grunt i ženski sopran. Glavna tema albuma i inspiracija za tekstove je europski folklor: Cassandra, Acede i Siren su bića iz grčke mitologije, Venus i Bacchante iz rimske mitologije, a Lorelei se odnosi na njemačku mitologiju.

## Popis skladbi
1. "Cassandra" - 6:48
2. "Lorelei" - 5:37
3. "Angélique" - 5:46
4. "Acede" - 6:10
5. "Siren" - 7:30
6. "Venus" - 5:33
7. "Poppæa" - 5:47
8. "Bacchante" - 5:42